# Búšehr (provincie)
Provincie Búšehr (persky استان بوشهر‎) je íránská provincie nacházející se na jihu země na pobřeží Perského zálivu. Hlavním městem je přístav Búšehr. Provincie se dělí na devět krajů: Búšehr, Daštestán, Daští, Dajjer, Dejlam, Džam, Kangán, Ganáve a Tangestán. K roku 2016 v provincii žilo 1 163 400 obyvatel. Nachází s zde jediná íránská jaderná elektrárna Búšehr.